# Xã Vermillion, Quận Marshall, Kansas
Xã Vermillion (tiếng Anh: Vermillion Township) là một xã thuộc quận Marshall, tiểu bang Kansas, Hoa Kỳ. Năm 2010, dân số của xã này là 879 người.